# Parpública
A Parpública - Participações Públicas, SGPS, S.A. é uma sociedade gestora de participações sociais, do Estado Português, de capitais exclusivamente públicos, que atua em processos de empresas que estão a ser privatizadas e acompanha a reestruturação de empresas que tenham sido transferidas para a sua esfera; além disso, atua na gestão imobiliária e também na promoção de parcerias público-privadas em diversos sectores de atividade.
A Parpública é sucessora da Partest SGPS, S.A., criada no final de 1991 pelo Decreto-Lei n.º 452/91, de 11 de Dezembro, por cisão do IPE, S.A., dos ativos nacionalizados diretamente e a que a Lei n.º 11/90, de 5 de Abril, abria a possibilidade de virem a ser privatizados.
A Parpública foi criada em 2000 através de um decreto-lei, reorganizando sob forma empresarial a carteira de títulos do Estado e do património imobiliário público.
O seu capital social é de € 2 000 000 000,00 (do qual se encontra realizado o montante de €1.960.471.134,48), ele sendo totalmente subscrito pelo Estado.

## Lista de Participações
A baixo temos a lista das participações da Parpública atualmente:
| Empresa                                                                           | Capital Social   | Participação Parpública | Participação Parpública | Participação Parpública |
| Empresa                                                                           | Capital Social   | Quantidade de Títulos   | Val. Nominal            | %                       |
| --------------------------------------------------------------------------------- | ---------------- | ----------------------- | ----------------------- | ----------------------- |
| Estamo – Participações Imobiliárias, S.A.                                         | 1 061 580 670,00 | 212 316 134             | 1 061 580 670,00        | 100,00%                 |
| FLORESTGAL - Empresa de Gestão e Desenvolvimento Florestal, S.A.                  | 24 700 000,00    | 4 940 000               | 24 700 000,00           | 100,00%                 |
| Imprensa Nacional - Casa da Moeda, S.A.                                           | 30 000 000,00    | 6 000 000               | 30 000 000,00           | 100,00%                 |
| Companhia das Lezírias, S.A.                                                      | 5 000 000,00     | 1 000 000               | 5 000 000,00            | 100,00%                 |
| CE - Circuito Estoril, S.A.                                                       | 10 000 000,00    | 5 000 000               | 10 000 000,00           | 100,00%                 |
| SIMAB - Sociedade Instaladora de Mercados Abastecedores, S.A                      | 40 145 882,33    | 8 045 267               | 40 145 882,33           | 100,00%                 |
| FUNDIESTAMO - Sociedade Gestora de Organismos de Investimento Coletivo, S.A.      | 1 000 000,00     | 200 000                 | 1 000 000,00            | 100,00%                 |
| Sagesecur - Estudo, Desenv. e Part. Projetos de Invest. Valores Mobiliários, S.A. | 22 500 000,00    | 4 500 000               | 22 500 000,00 1         | 100,00%                 |
| AdP - Águas de Portugal, SGPS, S.A.                                               | 434 500 000,00   | 70 389 000              | 351 945 000             | 81,00%                  |
| CVP - Sociedade de Gestão Hospitalar, S.A.                                        | 2 500 000,00     | 225 000                 | 1 125 000,00            | 45,00%                  |
| INAPA - Investimentos e Participações de Gestão, S.A                              | 180 135 111,43   | 236 199 384             | 8 125 258,81            | 44,89%                  |
| GALP Energia, SGPS, S.A.                                                          | 773 082 725,00   | 62 061 975              | 119 070 904,22          | 8,02%                   |
| MGICAPITAL - Internacional Financing, SGPS, S.A.                                  | 763 470,00       | 7 650                   | 38 173,50               | 5,00%                   |
| Instituto de Habitação e de Reabilitação Urbana, I.P.                             | 79 103 037,68    | T.P. 377.590.008        | 3 775 900,08            | 4,77%                   |
| Lisnave - Estaleiros Navais, S.A.                                                 | 5 000 000,00     | 29 666                  | 148 330,00              | 2,97%                   |
| Lisnave - Infraestruturas Navais, S.A.                                            | 25 530 000,00    | 106 000                 | 530 000,00              | 2,08%                   |
| TAP – Transportes Aéreos Portugueses, SGPS, S.A.                                  | 10 000 000,00    | 10 000                  | 100 000,00              | 1,00%                   |
| CTT - Correios de Portugal, S.A.                                                  | 71 957 500,00    | 355 126                 | 1 466 670,38            | 0,25%                   |
| NOS, SGPS, S.A.                                                                   | 855 167 890,80   | 71                      | 257,45                  | n.a.                    |

## Ver Também
- Lista de empresas estatais de Portugal